# Torneo de las Cinco Naciones 1958
El Torneo de las Cinco Naciones de 1958 fue la 64° edición del principal Torneo del hemisferio norte de rugby.
El campeón del torneo fue la Selección de Inglaterra.

## Clasificación
| Lugar | Selección  | Partidos | Partidos | Partidos  | Partidos | Puntos  | Puntos    | Puntos | Tabla de puntos |
| Lugar | Selección  | Jugados  | Ganados  | Empatados | Perdidos | A favor | En contra | dif.   | Tabla de puntos |
| ----- | ---------- | -------- | -------- | --------- | -------- | ------- | --------- | ------ | --------------- |
| 1     | Inglaterra | 4        | 2        | 2         | 0        | 26      | 6         | +20    | 6               |
| 2     | Gales      | 4        | 2        | 1         | 1        | 26      | 28        | -2     | 5               |
| 3     | Francia    | 4        | 2        | 0         | 2        | 36      | 37        | -1     | 4               |
| 4     | Escocia    | 4        | 1        | 1         | 2        | 23      | 32        | -9     | 3               |
| 5     | Irlanda    | 4        | 1        | 0         | 3        | 24      | 32        | -8     | 2               |

## Resultados
| 11 de enero | Escocia | 11 - 9 | Francia | Estadio Murrayfield, Edimburgo |  |

| 18 de enero | Inglaterra | 3 - 3 | Gales | Twickenham Stadium, Londres |  |

| 1 de febrero | Gales | 8 - 3 | Escocia | Cardiff Arms Park, Cardiff |  |

| 8 de febrero | Inglaterra | 6 - 0 | Irlanda | Twickenham Stadium, Londres |  |

| 1 de marzo | Francia | 0 - 14 | Inglaterra | Stade Olympique Yves-du-Manoir, Colombes |  |

| 1 de marzo | Irlanda | 12 - 6 | Escocia | Lansdowne Road, Dublín |  |

| 15 de marzo | Irlanda | 6 - 9 | Gales | Lansdowne Road, Dublín |  |

| 15 de marzo | Escocia | 3 - 3 | Inglaterra | Estadio Murrayfield, Edimburgo |  |

| 29 de marzo | Gales | 6 - 16 | Francia | Cardiff Arms Park, Cardiff |  |

| 19 de abril | Francia | 11 - 6 | Irlanda | Stade Olympique Yves-du-Manoir, Colombes |  |